# スタぴか! THOSE★AMAZING★KIDS!
『スタぴか! THOSE★AMAZING★KIDS!』は、一部日本テレビ系列局で放送されていた読売テレビ製作のバラエティ番組である。全150回。製作局の読売テレビでは2005年4月3日から2008年3月30日まで、毎週日曜 10:54 - 11:24 （日本標準時）に放送。

## 概要
未来のスターを目指している「スタぴかキッズ」が、スタジオやロケ先でさまざまな企画に挑戦する模様を放送していた番組。スタぴかキッズは番組のオーディションで選ばれた一般参加の子供たち20人で（後に25人に増員）、そのうちの12人前後が輪番出演していた。司会は山口智充（DonDokoDon）と友近が、リポーターはお笑いコンビのレギュラーが、ナレーターは松尾明子が務めていた。
番組スポンサーはネット局ごとに異なり、読売テレビでは関西電力の一社提供で放送されていた。

## スタッフ

### 番組終了時のスタッフ
- 構成：二宮一泰、松永英隆、八木晴彦、武輪真人
- ブレーン：谷佳哉（Eフラットプロモーション）、浜口尚弘
- リサーチ：オフィスHIT
- TD/SW：坂口拓磨（ytv）
- CAM：森下直樹（ytv）
- VE：南方裕之・菊地健（ytv）
- MIX：安井太久也・田口護・小西康元（ytv）
- LD：窪田和弘・浜野眞治（ytv）
- VTR編集：高添優・岳崎勉・荒谷広行（ytv）
- MA：堀内孝太郎
- 音効：神田彩
- 美術制作：尾前江美（ytv）
- 美術進行：津村政幸
- 番組ロゴ・キャラクター：仲里カズヒロ（studio-pool.com）
- キャラクター着ぐるみ：ステッピンスタジオ
- メイク：A.I.C
- CG：aex inc.
- AP （アシスタントプロデューサー）：黒嶋夕美子（ytv）、本田久美子（オフィスりぷる）
- ディレクター：松本剛樹・井岡義博（オフィスりぷる）、吉田麻理、寿木要
- チーフディレクター：中地浩之（オフィスりぷる）
- プロデューサー：太田匡隆（ytv）、片山勝三（吉本興業）、横田和光（オフィスりぷる）
- チーフプロデューサー：竹内伸治（ytv）
- 技術協力：テレプロ・カム、大阪共立、東通、ハートス、サウンドエフェクト、マウス、読売テレビ映像
- 美術協力：つむら工芸、高津商会
- 制作協力：吉本興業、オフィスりぷる
- 制作著作：ytv（読売テレビ）

### 途中まで参加していたスタッフ
- 音効：鈴木宗寿
- ディレクター：薮本和可（オフィスりぷる）
- AP：井上奈菜（オフィスりぷる）
- プロデューサー：井上淳（吉本興業）

## 放送局
| 放送対象地域 | 放送局             | 系列           | 放送日時           | 備考                               |
| ------------ | ------------------ | -------------- | ------------------ | ---------------------------------- |
| 近畿広域圏   | 読売テレビ         | 日本テレビ系列 | 日曜 10:55 - 11:25 | 製作局                             |
| 青森県       | 青森放送           | 日本テレビ系列 | 日曜 10:55 - 11:25 | 2008年4月27日まで放送              |
| 秋田県       | 秋田放送           | 日本テレビ系列 | 月曜 15:55 - 16:24 | 2007年10月15日まで放送             |
| 山形県       | 山形放送           | 日本テレビ系列 | 土曜 10:00 - 10:30 | 2007年9月22日まで放送              |
| 中京広域圏   | 中京テレビ         | 日本テレビ系列 | 日曜 06:00 - 06:30 | 2008年4月13日まで放送 モノラル放送 |
| 愛媛県       | 南海放送           | 日本テレビ系列 | 日曜 12:55 - 13:25 |                                    |
| 熊本県       | くまもと県民テレビ | 日本テレビ系列 | 日曜 10:55 - 11:25 | 途中打ち切り                       |
| 鹿児島県     | 鹿児島読売テレビ   | 日本テレビ系列 | 日曜 10:55 - 11:25 | 2008年4月13日まで放送              |